# Lauvhøe
De Lauvhøe is een berg behorende bij de gemeente Lom in de provincie Oppland in Noorwegen. De berg, gelegen in Nationaal park Jotunheimen, heeft een hoogte van 1991 meter.
De Lauvhøe is onderdeel van het gebergte Jotunheimen.